# Sekou Camara
Sekou Camara (Conakry, 20 luglio 1997) è un calciatore guineano, attaccante del FC Politehnica Iași.

## Carriera
Il 30 giugno 2022 viene acquistato a titolo definitivo dalla squadra rumena del Botoșani.

## Statistiche

### Presenze e reti nei club
Statistiche aggiornate al 9 ottobre 2022.
| Stagione          | Squadra             | Campionato        | Campionato | Campionato | Coppe nazionali | Coppe nazionali | Coppe nazionali | Coppe continentali | Coppe continentali | Coppe continentali | Altre coppe | Altre coppe | Altre coppe | Totale | Totale |
| Stagione          | Squadra             | Comp              | Pres       | Reti       | Comp            | Pres            | Reti            | Comp               | Pres               | Reti               | Comp        | Pres        | Reti        | Pres   | Reti   |
| ----------------- | ------------------- | ----------------- | ---------- | ---------- | --------------- | --------------- | --------------- | ------------------ | ------------------ | ------------------ | ----------- | ----------- | ----------- | ------ | ------ |
| feb.-giu. 2016    | Besëlidhja          | KP                | 10         | 2          | CA              | -               | -               |                    | -                  | -                  |             | -           | -           | 10     | 2      |
| 2016-2017         | Besëlidhja          | KP                | 23         | 9          | CA              | 6               | 1               |                    | -                  | -                  |             | -           | -           | 29     | 10     |
| Totale Besëlidhja | Totale Besëlidhja   | Totale Besëlidhja | 33         | 11         |                 | 6               | 1               |                    | -                  | -                  |             | -           | -           | 39     | 12     |
| 2017-2018         | Flamurtari Valona   | KS                | 29         | 3          | CA              | 4               | 1               |                    | -                  | -                  |             | -           | -           | 33     | 4      |
| 2018-2019         | Teuta               | KS                | 25         | 4          | CA              | 3               | 0               |                    | -                  | -                  |             | -           | -           | 28     | 4      |
| lug.-dic. 2019    | HJK                 | VL                | 2+1        | 0          | CF              | 0               | 0               | UCL+UEL            | 0                  | 0                  |             | -           | -           | 3      | 0      |
| ott. 2020-2021    | Botoșani            | L1                | 8+5        | 1+0        | CR              | 1               | 0               | UEL                | -                  | -                  |             | -           | -           | 14     | 1      |
| lug. 2021         | Botoșani            | L1                | 1          | 0          | CR              | -               | -               |                    | -                  | -                  |             | -           | -           | 1      | 0      |
| 2021-2022         | FC Politehnica Iași | L2                | 18+6       | 9+3        | CR              | 0               | 0               |                    | -                  | -                  |             | -           | -           | 24     | 12     |
| 2022-2023         | Botoșani            | L1                | 11         | 1          | CR              | 0               | 0               |                    | -                  | -                  |             | -           | -           | 11     | 1      |
| Totale carriera   | Totale carriera     | Totale carriera   | 139        | 42         |                 | 14              | 2               |                    | 0                  | 0                  |             | -           | -           | 153    | 44     |